# Ornithocheirus

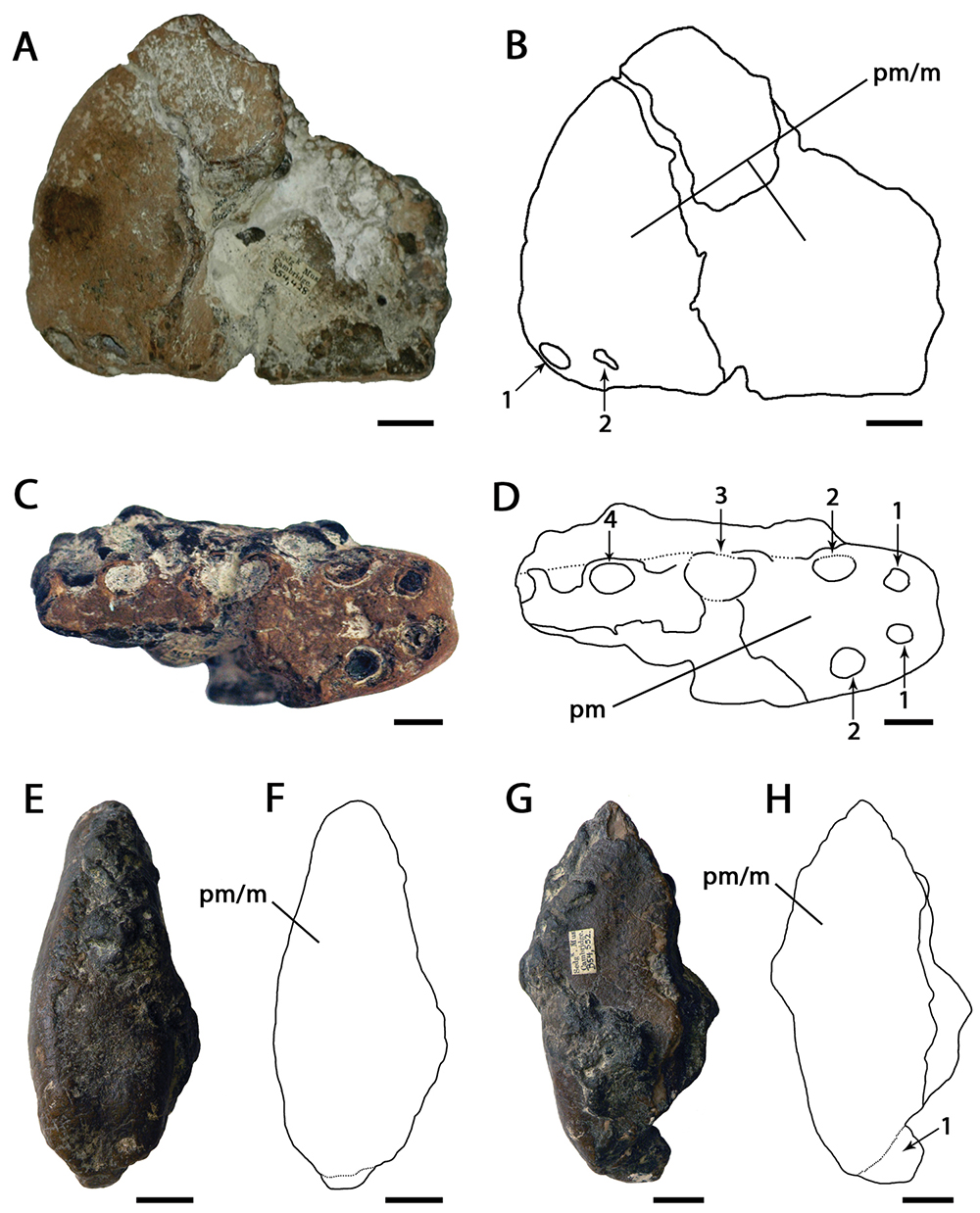
Holótipo de O. simus, CAMSM B54428, e espécime referido CAMSM B54552 (holótipo do sinônimo júnior O. platyrhinus).

Ornithocheirus (do grego antigo "ὄρνις", que significa pássaro e "χεῖρ", que significa mão) é um gênero de pterossauro conhecido a partir de restos fósseis fragmentários encontrados em sedimentos no Reino Unido e possivelmente no Marrocos.
Várias espécies foram referidas ao gênero, mas a maioria é atualmente considerada espécies duvidosas ou pertencentes a outros gêneros. Hoje, acredita-se que o gênero inclua apenas a espécie-tipo, Ornithocheirus simus. Espécies já foram associadas ao Ornithocheirus do período Cretáceo médio na América do Norte, Europa e América do Sul, mas O. simus é conhecido apenas do Reino Unido, embora um espécime identificado como O. cf. simus também seja conhecido no Marrocos.
Como O. simus foi inicialmente nomeado com base em material fóssil mal preservado, o gênero Ornithocheirus tem enfrentado problemas contínuos de nomenclatura zoológica.
Restos fósseis do Ornithocheirus foram recuperados principalmente do Greensand de Cambridge, na Inglaterra, datando do início do estágio Albiano do período Cretáceo inferior, cerca de 110 milhões de anos atrás. Fósseis adicionais da Formação Santana, no Brasil, às vezes são classificados como espécies de Ornithocheirus, mas também foram atribuídos a seus próprios gêneros, sendo o mais notável o Tropeognathus. Ao contrário do material inglês, essas novas descobertas no Brasil incluíam alguns dos esqueletos de pterossauros grandes mais bem preservados e vários novos gêneros foram nomeados, como o Anhanguera. Essa situação causou um interesse renovado no material de Ornithocheirus e na validade dos vários nomes baseados nele, pois seria possível que, por meio de estudos mais detalhados, fosse estabelecido que os pterossauros brasileiros eram na verdade sinônimos júniores dos tipos europeus. Vários pesquisadores europeus concluíram que esse era realmente o caso. Unwin reviveu Coloborhynchus e Michael Fastnacht, Criorhynchus, atribuindo espécies brasileiras a esses gêneros. No entanto, em 2000, Unwin declarou que Criorhynchus não poderia ser válido. Referindo-se à designação de Seeley de 1881, ele considerou Ornithocheirus simus, holótipo CAMSM B.54428, como a espécie-tipo. Isso também tornou possível reviver Lonchodectes, usando como tipo o antigo O. compressirostris, que então se tornou L. compressirostris.